# افغانستان در ۲۰۱۳
حوادث ذیل به ترتیب ماه‌ها در سال ۲۰۱۳ در افغانستان به‌وقوع پیوست.

## متولیان امور
- رئیس‌جمهور: حامد کرزی
- معاون اول رئیس‌جمهور: محمد فهیم
- معاون دوم رئیس‌جمهور: کریم خلیلی
- قاضی‌القضات: عبدالسلام عظیمی

## حوادث

### ژانویه
- ۶ ژانویه – بم‌گذاران انتحاری ۴ تن را در حمله‌ای در ولسوالی سپین بولدک به قتل رسانیدند.
- ۱۶ ژانویه –ریاست عمومی امنیت ملی افغانستان در کابل مورد حمله افراد انتحاری قرار گرفت که در اثر آن یک محافظ امنیتی جان باخت و ۱۷ تن دیگر زخم برداشتند.
- ۲۶ ژانویه – انفجاری در یک مارکیت در شهر کندز ۱۰ کشته و ۲۰ نفر زخمی برجای گذاشت.
- ۲۷ ژانویه – دست کم ۲۰ پلیس ملی افغانستان در انفجارات روز گذشته کشته شدند و ۸ افسر پلیس نیز در آخرین حمله در قندهار جان باختند.

### فوریه
- ۱۰ فوریه – جنرال آمریکایی جوزف اف. دنفور جونیور، به جای جان آر. آلن، فرمانده نیروهای ناتو در افغانستان تعیین شد.
- ۱۳ فوریه – مقامات افغان گفتند که حمله هوایی ناتو در ولایت کنر، ۱۰ فرد غیرنظامی و تعداد زیادی شامل ۳ کودک را زخمی نمود.
- ۲۴ فوریه
  - دو محافظ امنیتی و یک افسر پلیس افغان در حملات انتحاری هماهنگ شده در ولایات لوگر و جلال‌آباد در شرق افغانستان کشته شدند. از سوی هم، حمله سومی به ریاست عمومی امنیت ملی در کابل خنثی گردید.
  - حامد کرزی، رئیس‌جمهور افغانستان به ایالات متحده آمریکا دستور داد تا ولایت میدان وردگ را پس از اتهامات مربوط به شکنجه از سوی نیروی‌های ویژه ایالات متحده آمریکا، ترک کنند.
- ۲۷ ژانویه – شورشیان طالبان ۱۷ شبه‌نظامی وابسته به دولت افغانستان را در حمله‌ای شبانه در ولسوالی اندر ولایت غزنی در جنوب شرق افغانستان به قتل رسانیدند.

### مارس
- ۲ مارس – طلوع نیوز به نقل از طاهر اشرفی، رئیس شورای علمای پاکستان نوشت که اشرفی حملات انتحاری را به دلیل موجودیت نیروهای آمریکایی در افغانستان مشروع می‌داند. اشرفی این اظهارات را تکذیب کرد، اما این سخن وی همچنین باعث نگرانی مردم افغانستان شده بود.[۱]
- ۹ مارس – هنگامی‌که چاک هیگل، وزیر دفاع ایالات متحده آمریکا به شهر کابل آمده بود، دست کم ۱۹ نفر در دو حمله انتحاری در کابل و خوست کشته شدند.
- ۱۰ مارس – حامد کرزی، رئیس‌جمهور افغانستان ادعا نمود که نیروهای ایالات متحده آمریکا به نحوی با طالبان افغانستان همکاری می‌کنند تا اطمینان حاصل نمایند که برخی از نیروهای آنان پس از خروج تعیین شده در سال ۲۰۱۴، در این کشور باقی بمانند.
- ۱۱ مارس – دو سرباز آمریکایی و ۳ سرباز افغان در حمله‌ای اخیر علیه نیروهای ائتلاف از سوی افراد نفوذی در ولایت میدان وردگ جان باختند. در یک حادثه دیگر، دو غیرنظامی افغان هنگامی‌که در یک ایست بازرسی در نزدیکی کابل توقف نکردند، از سوی سربازان آمریکایی به ضرب گلوله کشته شدند.

### آوریل
- ۳ آوریل – در پی حمله شورشیان طالبان با واسکت‌های انتحاری بر ریاست محکمه ولایت فراه، بیش از ۴۶ نفر کشته شدند و بیش از ۱۰۰ تن دیگر زخم برداشتند.
- ۴ آوریل – حمله هوایی از سوی ناتو در ولایت غزنی در جنوب شرق افغانستان انجام شد که دست کم ۵ نفر در آن جان باختند.
- ۵ آوریل – مرکب/الاغ مملو از مواد منفجره در یک پاسگاه امنیتی پلیس در ولسوالی علینگار ولایت لغمان در شرق افغانستان انفجار کرد که یک پلیس را کشت و ۳ غیرنظامی دیگر را مجروح کرد.
- ۶ آوریل – انفجاری در شهر قلات، مرکز ولایت زابل در جنوب افغانستان، ۳ سرباز، ۲ غیرنظامی آمریکایی و یک پزشک افغان را کشت. همچنین یک غیرنظامی آمریکایی نیز در یک حمله دیگر در شرق کشور جان باخت.
- ۷ آوریل – یک حمله هوایی از سوی نیروهای ناتو در ولایت کنر افغانستان دست کم ۱۲ تن را به قتل رساند.
- ۸ آوریل
  - حامد کرزی، رئیس‌جمهور افغانستان، کشته شدن ۱۱ کودک به دست نیروهای ناتو در ولایت کنر را محکوم کرد و دستور داد در زمینه تحقیقات صورت گیرد.
  - جنگ‌جویان طالبان متهم شدند که مسؤل انفجار به یک بس مسافربری در ولایت میدان وردگ هستند که در پی آن دست کم ۹ نفر کشته شدند و بیش از ۲۰ تن دیگر جراحت برداشتند.

### می
- ۳ می – یک هواپیمای تانکر کی‌سی- 135 (KC-135 tanker aircraft) حین سفر به سوی افغانستان پس از آن در شمال قرغیزستان سقوط کرد که از میانه هواپیما انفجاری صورت گرفت.
- ۴ می – ۵ سرباز آمریکایی در پی انفجاری یک بمب در ولایت قندهار کشته شدند. افزون برین، سه سرباز دیگری نیز در یک حمله جداگانه به قتل رسیدند.
- ۶ می – در اثر تیراندازی مرزبانان سرحدی، یک پلیس سرحدی افغانستان کشته شد و ۲ سرباز پاکستانی زخم برداشتند
- ۱۳ می – سه سرباز گرجستانی در پی حمله گسترده طالبان به یک پایگاه آیساف در ولایت هلمند جان باختند و برخی از آنان زخمی شدند.
- ۱۴ می – طالبان ۴ سرباز آمریکایی را در ولایت قندهار به قتل رسانیدند.
- ۱۶ می – یک فرد انتحاری ۱۵ نفر از جمله دو سرباز آمریکایی و ۴ کارمند ناتو را در کابل کشت. در این رویداد، ۳۹ نفر دیگر زخم برداشتند.
- ۲۴ می – نیروهای امنیتی افغان و شورشیان طالبان در مرکز کابل به درگیری مسلحانه پرداختند که در اثر آن یک پلیس افغان، یک سرباز نیپالی و چندین شورشی طالبان کشته شدند.
- ۲۹ می – شورشیان به مهمان‌خانه صلیب سرخ در ولایت جلال‌آباد حمله کردند.

### ژوئن
- ۲ ژوئن – شورشیان طالبان به دو ایست بازرسی در ولسوالی کامدیش در شرق افغانستان حمله کردند و ۴ پلیس ملی افغان را به قتل رسانیدند.
- ۳ ژوئن – حمله انتحاری در شرق افغانستان، دست کم ۲۰ نفر از جمله ۱۰ کودک را کشت.
- ۴ ژوئن
  - ۳ جسد در نزدیکی پایگاه نظامی سابق ایالات متحده آمریکا در ولسوالی نرخ دفن شده بودند که با تعداد کشته شدگان دیگر شمار شان به ۱۰ تن می‌رسید، مردم محل موجودیت نیروهای ایالات متحده آمریکا را عامل آن دانستند و در جاده‌های میدان شهر برآمدند و خواستار خروج آمریکا شدند.
  - دو سرباز بریتانیایی به دلیل «سوءاستفاده جنسی و نژادی از افراد غیرنظامی» در جریان حضور شان در افغانستان محکمه نظامی شدند.
- ۵ ژوئن – گروه‌بان دوم/ساتنمن رابرت بیلز آمریکایی، پس از اعتراف خود در قتل ۱۶ غیرنظامی افغان از جمله ۹ کودک، از مجازات اعدام خود داری کرد.
- ۶ ژوئن – در حملهٔ بمب انتحاری شورشیان به پایگاه آیساف در شیر غازی ۷ سرباز گرجستانی کشته شدند و ۹ تن دیگر زخم برداتشند.

### ژوئیه
- ۲ ژوئیه – حمله جنگ‌جویان به مرکز ناتو در شمال کابل، ۲ کشته برجای گذاشت.
- ۹ ژوئیه
  - یک سرباز افغان یک سرباز سلواکیایی را به قتل رساند و ۶ تن دیگر را زخمی کرد.
  - ۱۷ نفر در اثر انفجار بمب کنار جاده‌ای کشته شدند.
- ۱۸ ژوئیه – ۸ کارگر افغان حین رفتن به محل کار در یک پایگاه نظامی ایالات متحده آمریکا در ولایت لوگر کشته شدند.
- ۲۳ ژوئیه – انفجاری در ولایت میدان وردگ ۸ نفر که شامل ۳ سرباز آمریکایی، ۴ سرباز اردوی ملی افغانستان و یک مترجم افغان را کشت.

### اوت
- ۱ اوت – نیروهای ناتو در افغانستان پس از آن تحقیقاتی را آغاز کردند که حمله هوایی ایالات متحده آمریکا در ولایت ننگرهار ۵ افسر پلیس افغان را کشت و ۲ تن دیگری را مجروح کرد.
- ۳ اوت – ۹ کودک در یک حمله انتحاری در نزدیک کنسولگری هندوستان در جلال‌آباد جان باختند.
- ۵ اوت – انفجار یک بمب در بازار قندهار باعث کشته شدن دست کم ۴ نفر شد.
- ۵ اوت – بیش از ۱۶۰ نفر در در اثر وقوع سیلاب‌های ناگهانی در سراسر افغانستان و پاکستان جان خود را از دست دادند.
- ۸ اوت – انفجار یک بمب در قبرستانی در ولایت ننگرهار، منجر به کشته شدن دست کم ۱۴ نفر شد.
- ۱۱ اوت – ۳ سرباز آمریکایی در حمله‌ای در ولایت پکتیا کشته شدند.
- ۱۱ اوت – وقوع سیلاب‌های ناگهانی در ولایت کابل جان ۲۲ نفر را گرفت.
- ۱۷ اوت – ۱۰ نفر در یک کمپ نظامی در غرب افغانستان از سوی شورشیان به قتل رسیدند.
- ۲۳ اوت – گزمه مشترک روزانه متشکل از پیاده‌نظام چتربازان بریتانیایی، نیروی دریایی ایالات متحده آمریکا و سربازان افغان روستای را در ولایت هلمند برای جست‌جوی تسلیحات غیرقانونی هدف قرار دادند. این نیروها پس از پایین شدن از هلی‌کوپتر شینوک به محل، با کمین طالبان مواجه شدند که درگیری میان آن‌ها و طالبان ۴۵ دقیقه طول کشید. در نتیجه، ۱۱ شورشی کشته و ۴ تن دیگر شان زخم برداشتند. همچنین یک سرباز نیروی دریایی آمریکا نیز زخمی شد و برای یکی از سربازان مدال «صلیب ویکتوریا» اعطاء شد.

### سپتامبر
- ۸ سپتامبر – طالبان در حمله به یک دفتر استخباراتی در نزدیکی کابل، ۴ سرباز اردوی ملی افغانستان را کشتند.
- ۱۳ سپتامبر – شورشیان طالبان به کنسولگری ایالات متحده آمریکا در هرات حمله کردند و ۲ سرباز نیروهای پلیس ملی افغانستان را به قتل رسانیدند و حدود ۲۰ غیرنظامی دیگر را زخمی کردند.
- ۱۵ سپتامبر – دست کم ۲۷ کارگر معدن در اثر فروریزی معدن ذغل سنگ در افغانستان جان باختند.

### اکتبر
- ۱۵ اکتبر – انفجار یک بمب در مسجدی در ولایت لوگر، جان ارسلاء جمال، والی ولایت را گرفت و تعدادی را زخمی کرد.
- ۲۶ اکتبر – درگیری مسلحانه میان سربازان افغان و نیروهای خارجی در حومه شهر کابل، دست کم جان یک سرباز نیروی امنیتی را گرفت و شماری دیگری را زخمی کرد.
- ۲۷ اکتبر – انفجار بمب کنار جادهای در شرق افغانستان ۱۸ نفر را کشت.
- ۲۸ اکتبر – استرالیا هنگام دیدار تونی ابوت از افغانستان اعلام نمود که جنگ او در افغانستان به پایان رسیده‌است.

### نوامبر
- ۱۳ نوامبر – زارعین خشخاش در افغانستان از افزایش بی‌سابقه محصولات تریاک خبر دادند.
- ۱۶ نوامبر – انفجار بمب انتحاری در کابل، ۶ نفر را کشت و ۲۰ تن دیگر را زخمی کرد.

### دسامبر
- ۴ دسامبر – ایالات متحده آمریکا به دلیل اعتراض علیه حملات هواپیماهای بدون سرنشین، انتقال تجهیزات به افغانستان از طریق پاکستان را متوقف کرد.
- ۶ دسامبر – الکساندر بلکمن، سرپرکمشر/گروه‌بان سوم نیروی دریایی سلطنتی از سوی دادگاه نظامی به دلیل قتل یک شورشی غیرمسلح به حبس ابد محکوم شد.
- ۱۵ دسامبر – آخرین سربازان جنگی استرالیا از افغانستان خارج شدند.
- ۲۳ دسامبر – تورن/سروان ریچارد هالووی عضوی سرویس دریایی ویژه طی حملهٔ مشترک نیروهای سرویس دریایی ویژه و نیروهای افغان علیه جنگ‌جویان طالبان در دره‌ای در شرق کابل، قبل از برگزاری انتخابات افغانستان، از سوی طالبان کشته شد.